# تپه عین‌آباد شماره ۱
تپه عین آباد شماره ۱ مربوط به دوره ساسانیان - سده‌های اولیه و میانه دوران‌های تاریخی پس از اسلام است و در شهرستان کبودرآهنگ، بخش مرکزی، دهستان سبزدشت، غرب روستای عین آباد، چسبیده به بافت مسکونی روستا واقع شده و این اثر در تاریخ ۷ اسفند ۱۳۸۶ با شمارهٔ ثبت ۲۱۶۰۹ به‌عنوان یکی از آثار ملی ایران به ثبت رسیده است.